# Heteroheliococcus
Heteroheliococcus är ett släkte av insekter. Heteroheliococcus ingår i familjen ullsköldlöss.
Kladogram enligt Catalogue of Life:
| Heteroheliococcus | \| \| Heteroheliococcus innermongolicus \| \| \| \| \| \| Heteroheliococcus mirabilis \| \| \| \| |
|                   | \| \| Heteroheliococcus innermongolicus \| \| \| \| \| \| Heteroheliococcus mirabilis \| \| \| \| |
|                   | Heteroheliococcus innermongolicus                                                                 |
|                   |                                                                                                   |
|                   | Heteroheliococcus mirabilis                                                                       |
|                   |                                                                                                   |